# Parador de las Cañadas del Teide
El parador de las Cañadas del Teide es un establecimiento hotelero de 3 estrellas, perteneciente a la empresa pública española Paradores de Turismo de España. Está situado dentro del parque nacional del Teide, a los pies del Teide, en la isla de Tenerife (Canarias, España).

## Historia
Promovido por la Dirección General de Turismo y realizado por el arquitecto Jesús Valverde Viñas, fue inaugurado en 1960, vinculado al viejo concepto de refugio de montaña, ubicado a los pies del Teide a 2200 metros de altitud, con un paisaje espectacular. La parcela fue cedida por el Ayuntamiento de La Orotava al Estado.